# جوزيف جون فرانكلين
جوزيف جون فرانكلين (بالإنجليزية: Joseph John Franklin)‏ هو عسكري أمريكي، ولد في 18 يونيو 1870 في بوفالو في الولايات المتحدة، وتوفي في 28 أبريل 1940 في نيويورك في الولايات المتحدة.